# Polizeiruf 110: Die alte Frau im Lehnstuhl
Die alte Frau im Lehnstuhl ist ein deutscher Kriminalfilm von Edgar Kaufmann aus dem Jahr 1987. Der Fernsehfilm erschien als 110. Folge der Filmreihe Polizeiruf 110.

## Handlung
Sporttrainer Eberhard Sebnitz, genannt Ebse, wird vom Training mit einer Jugendmannschaft weg durch Oberleutnant Wolfgang Dillinger und Oberleutnant Lutz Zimmermann verhaftet. Ebse sollte am nächsten Tag mit der Mannschaft zu einem Wettkampf nach Ungarn reisen und es besteht Fluchtgefahr. Ebse wird verdächtigt, vor drei Jahren insgesamt 17 Einbrüche begangen zu haben. Stets entwendete er kleinere Geldsummen, einmal das Foto einer Frau und ein anderes Mal zusätzlich Briefe einer Mutter an ihr Kind. Beim letzten Einbruch jedoch schlug er eine Rentnerin nieder, die von ihm unentdeckt in einem Lehnstuhl gesessen hatte und ihn bei seinem Bruch daher überraschte. Die alte Frau verstarb noch in der Wohnung an ihrer schweren Kopfverletzung.
Ebse hat sich ein neues Leben aufgebaut. Er hat vor zwei Jahren Elke kennengelernt, die er nach einem halben Jahr heiratete. Nun erwartet das Paar ein Kind. Das gestohlene Foto hat Ebse in seiner Schrankwand platziert und stets vor seiner Frau behauptet, dass es seine Mutter zeigt. Die hat er nie kennengelernt, da sie starb, als er ein Kleinkind war. Ebse wuchs im Heim auf. Das Foto wiederum erkannte einer seiner Schüler wieder, da es eine Verwandte von ihm zeigt. So kamen die Ermittler auf Ebse. Der Verdacht wird zur Bestätigung, als heimlich seine Fingerabdrücke genommen werden können und diese mit den Spuren an mehreren Tatorten übereinstimmen. Ebse jedoch streitet die Taten ab und verweigert sich Lutz Zimmermanns Verhörmethoden, bis dieser die Vernehmung entnervt an den ruhigeren Wolfgang Dillinger abgibt.
Bei den Ermittlungen erfahren die Polizisten, dass Ebse im Heim viele Stunden bei Hausmeister Kichler verbrachte und sich sehr für Schlösser und Schlüssel interessierte. Kichler bestätigt, dass Ebse ein sehr guter Schlosser geworden wäre und auch seine Nachbarn erklären, dass Ebse ihnen ein ums andere Mal Reparaturen erledigt hat. Bei den Einbrüchen wurden nie Spuren an den Schlössern gefunden, sodass der Verdacht gegen Ebse erhärtet wird. Während Ebse in Untersuchungshaft ist, die durch sein Schweigen mehrere Tage dauert, wird Elke mit Wehen in die Klinik eingeliefert. Zwar will Ebse stets mehr über seine Frau und deren Zustand wissen, bleibt jedoch bei seiner Schweigetaktik, auch wenn die Beweise erdrückend sind. Da er vor allem den Mord an der Rentnerin leugnet, in deren Wohnung er nach eigener Aussage nie war und die er daher auch nie gesehen haben kann, stellt Dillinger den Tatort nach. Eine ältere Dame wird mit Perücke und Schminke in die alte Frau im Lehnstuhl verwandelt, sodass selbst die Tochter der Getöteten über die Ähnlichkeit erstaunt ist. Die Frau nimmt im Lehnstuhl Platz und dreht sich zu Ebse um, als er in das präparierte Zimmer kommt. Ebse äußert spontan, dass ihm also Unsinn erzählt wurde, weil die Frau ja lebe. Er hat sich verraten und ist nun endgültig seiner Taten überführt.

## Produktion
Die alte Frau im Lehnstuhl (Arbeitstitel: Treffen mit Otto) wurde vom 20. Mai bis 20. Juli 1986 in Potsdam gedreht. Die Kostüme des Films schuf Elke Hersmann, die Filmbauten stammen von Werner Pieske. Der Film erlebte am 29. März 1987 im 1. Programm des Fernsehens der DDR seine Premiere. Die Zuschauerbeteiligung lag bei 39,4 Prozent.
Es war die 110. Folge der Filmreihe Polizeiruf 110. Oberleutnant Lutz Zimmermann ermittelte in seinem 12. Fall. Die Kritik schrieb, dass die Ermittlungen „zur Psychoanalyse der Hauptfigur“ wurden. Diese werde von Gert-Hartmut Schreier „körperlich sehr gewandt“ dargestellt. Zudem zeige Schreier „die Kommunikationsprobleme des jungen Mannes [Eberhard Sebnitz] bis in seine Sprechweise in abgehackten Sätzen“.